# Achtung Baby
Achtung Baby ist das siebte Studioalbum der irischen Rockband U2. Es erschien im November 1991, avancierte zum Nummer-eins-Album und Millionenseller.

## Entstehung

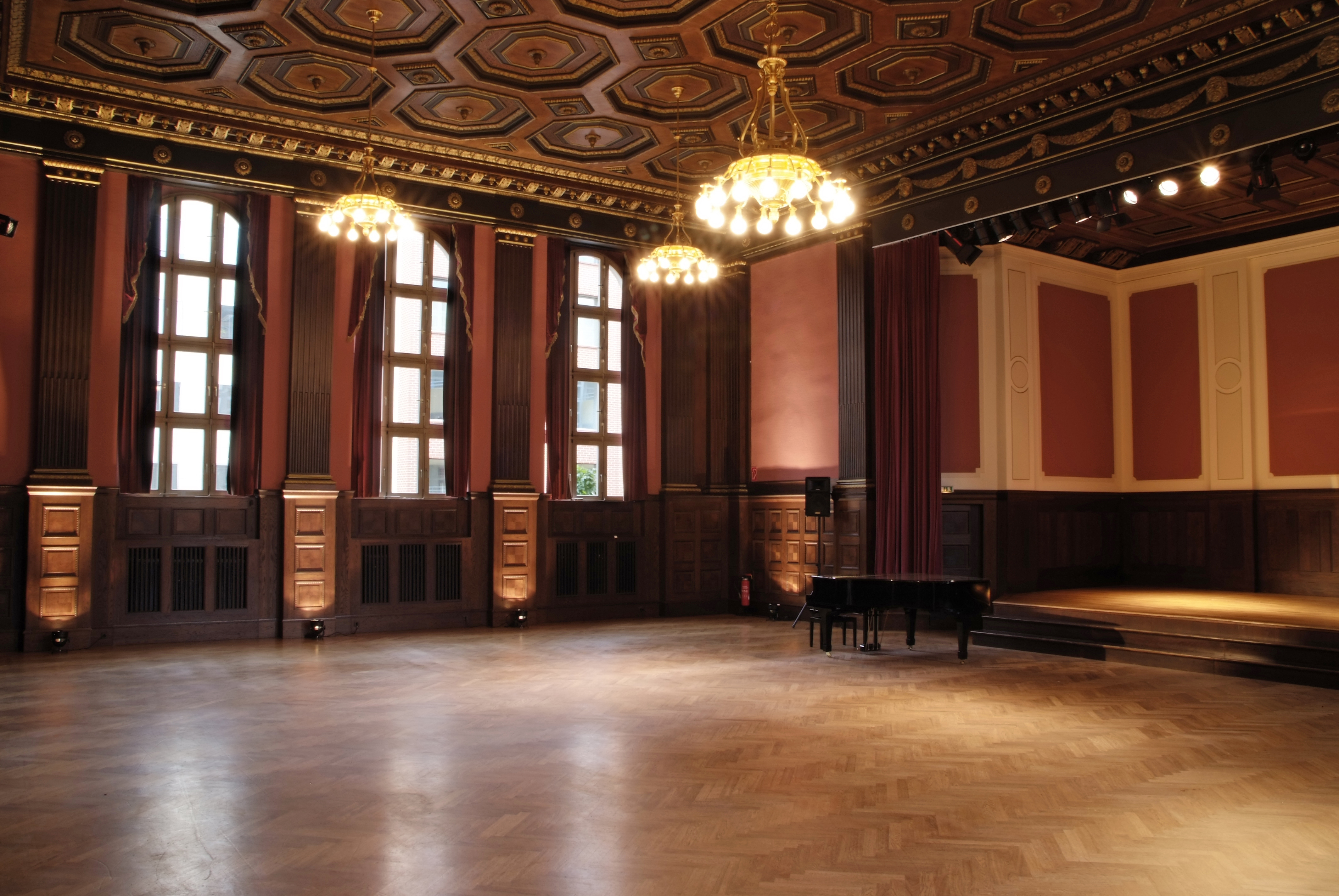
Die ersten Aufnahmen fanden im Meistersaal der Hansa-Tonstudios in Berlin statt

Zur Jahreswende 1989/1990 beendeten U2 die damalige Lovetown-Tour zum Album Rattle and Hum. Im Rahmen der letzten Konzerte dieser Tour hatte Bono den Rückzug der Band für längere Zeit angekündigt, denn die Band zeigte damals Zerfallserscheinungen und stand kurz vor der Auflösung. Mit dem Aufkommen von elektronischer Musik und der anarchischen Madchester-Bewegung fühlten sich U2 mit ihrer sozialkritischen Rockmusik wie in einer Sackgasse. Zudem musste der Gitarrist The Edge die Trennung von seiner Frau Aislinn und ihren drei Kindern verkraften.
Erste Anzeichen der neuen Musikrichtung zeigten sich dann schon bei U2s Coverversion zu Night and Day vom Cole-Porter-Tributealbum Red Hot + Blue. Zum ersten Mal tauchten Drumcomputer und damals moderner Synthesizer-Sound in einem U2-Song auf.
Die Arbeiten zu Achtung Baby liefen schleppend an. Der Produzent Brian Eno boykottierte konsequent alles, was sich „nach den alten U2 anhörte“, und ermutigte die Band, neue Wege zu gehen. Während der Sänger Bono und der Gitarrist Edge ihre Musik in Richtung Industrial Rock wie My Bloody Valentine, KMFDM und Nine Inch Nails lenken wollten, wollten der Bassist Clayton und der Drummer Larry Mullen eher in Richtung Bluesrock gehen. U2 stagnierten wochenlang, ohne sich auf etwas einigen zu können, ehe mit dem Lied One ein Durchbruch erzielt wurde. Die Ballade, die zwei Menschen inmitten eines bitteren Streits thematisiert, die sich am Ende nicht versöhnen, aber wenigstens ertragen, wandelte die kreativen und persönlichen Barrieren in eine ergiebige, albenfüllende Thematik. Im Laufe der Aufnahmen „verschmolzen Trashbeats mit federnden Basslinien und führten simple Melodien in komplexe Arrangements.“
Als Themen von Achtung Baby kristallisierten sich „düstere Themen wie … Unschuldsverlust, Verrat, Abkehr von Gott [und] Allmachtsfantasien“ heraus. Neben dem Lied One ragten u. a. das nihilistische, am Rave orientierte The Fly sowie das vom Funk inspirierte Mysterious Ways hervor. Betont wird auch Bonos Entwicklung „vom Jungen mit Unschuldsstimme zu einem zynischen Schauspieler, der sich als Popanz nur scheinbar wohl fühlt“.
Während der Arbeiten wurden sieben CDs mit noch unfertigen Songs aus dem Studio gestohlen. Dieses unter Fans heißbegehrte Material wurde sehr schnell in Form von Bootlegs zugänglich. Das Beste der sieben CDs wurde auf einem drei CDs umfassenden Box-Bootleg unter dem Namen Salome unter die Fans gebracht.
Für The Edge endete Achtung Baby mit einem Happy End, da er während der Dreharbeiten zum Video von Mysterious Ways seine heutige Ehefrau Morleigh Steinberg kennenlernte.

## Veröffentlichung
Die Erstveröffentlichung von Achtung Baby erfolgte am 18. November 1991 bei Island Records. Diese erschien als CD mit zwölf Titeln.
Anlässlich des 20. Jubiläums der Veröffentlichung von Achtung Baby wurde die Dokumentation From the Sky Down des Regisseurs Davis Guggenheim zur Entstehungsgeschichte der Platte präsentiert. Gleichzeitig erschien am 28. Oktober 2011 eine CD-Wiederveröffentlichung mit zum Teil bisher unveröffentlichtem Bonusmaterial.

## Albumtitel
Der deutsche Titel des Albums Achtung Baby erklärt sich dadurch, dass das Album zum größten Teil in den Berliner Hansa-Studios entstand. Die Band ließ sich von der Stimmung in der Stadt in den Monaten nach dem Mauerfall inspirieren. Hier soll der Tontechniker Joe O’Herlihy diese Warnung oft während der Arbeit am Album ausgerufen haben. Es handelt sich dabei um ein Zitat aus dem populären Musical Frühling für Hitler von Mel Brooks (The Producers, 1968). Im Song The Fly wird die Warnung auch ausgesprochen.

## Titelliste

### Original
1. Zoo Station − 4:36
2. Even Better Than the Real Thing − 3:41
3. One − 4:36
4. Until the End of the World − 4:39
5. Who’s Gonna Ride Your Wild Horses − 5:16
6. So Cruel − 5:49
7. The Fly − 4:29
8. Mysterious Ways − 4:04
9. Tryin’ to Throw Your Arms Around the World − 3:53
10. Ultra Violet (Light My Way) − 5:31
11. Acrobat − 4:30
12. Love Is Blindness − 4:23

### Achtung Baby (20th Anniversary)
Diese Edition beinhaltet das komplette Album sowie ein 24-seitiges Begleitheft.

### Achtung Baby 20th Anniversary – Remastered (Deluxe Edition)
Diese Edition beinhaltet das komplette Album sowie die nachfolgenden Bonustracks auf zwei CDs. Auch ein 24-seitiges Begleitheft ist enthalten.
1. Lady With The Spinning Head (Uv1)
2. Blow Your House Down
3. Salomé
4. Even Better Than The Real Thing (Single-Version)
5. Satellite Of Love
6. Who’s Gonna Ride Your Wild Horses (Temple Bar Remix)
7. Paint It Black
8. Even Better Than The Real Thing (Fish Out Of Water Remix)
9. Mysterious Ways (The Perfecto Mix)
10. Night And Day (Steel String Remix)
11. The Lounge Fly Mix
12. Fortunate Son
13. Alex Descends Into Hell For A Bottle Of Milk / Korova 1
14. Where Did It All Go Wrong?

### Achtung Baby 20th Anniversary – Remastered (Limited Super Deluxe Edition)
Diese limitierte Edition enthält 6 CDs inklusive des Original-Achtung-Baby-Albums, des Nachfolgealbums Zooropa, B-Seiten und Überarbeitungen von bisher unveröffentlichtem Material aus den Achtung-Baby-Sessions, vier DVDs inklusive der Dokumentation From the Sky Down, die Live-DVD Zoo TV: Live From Sydney, alle Videos von Achtung Baby sowie Bonus-Material. Zudem ein 92-seitiges Hardcoverbuch und 16 Kunstdrucke.

### Achtung Baby 20th Anniversary – Remastered (limitierte + nummerierte Über-Deluxe-Edition)
Diese streng limitierte und nummerierte Deluxe-Edition ist eine mit magnetischen Puzzleteilen bestückte Box, die folgendes beinhaltet: sechs CDs inklusive des Original-Achtung-Baby-Albums, des Nachfolgealbums Zooropa, B-Seiten und Überarbeitungen von bisher unveröffentlichtem Material aus den Achtung-Baby-Sessions. Vier DVDs inklusive der Dokumentation From the Sky Down, der Live-DVD Zoo TV: Live from Sydney, alle Videos von Achtung Baby sowie Bonusmaterial. Zudem sind fünf durchsichtige 7″-Vinyl-Singles in ihrer Original-Verpackung, 16 Kunstdrucke aus dem Original-Albumcover, ein 84-seitiges Hardcover-Buch, eine Ausgabe des Propaganda-Magazins, vier Badges, ein Stickerbogen und die The-Fly-Sonnenbrille enthalten.

### Achtung Baby (30th Anniversary Edition)
Im Jahr 2021 erschien eine weitere digitale Variante des Albums zum dreißigjährigen Jubiläum. Diese beinhaltet dieselben Lieder wie die Deluxe-Edition zum zwanzigjährigen Jubiläum, allerdings neu Remastered.

## Singleauskopplungen
Als Singles wurden The Fly, Mysterious Ways, One, Even Better Than the Real Thing, und Who’s Gonna Ride Your Wild Horses ausgekoppelt. Der Song One wurde im Jahr 2000 von Johnny Cash im Rahmen seiner American Recordings für das Album American III: Solitary Man gecovert, und 2006 als Duett mit Mary J. Blige neu eingespielt.

## Zoo TV Tour
Dem Album folgte die multimedial bis dahin beispiellose und technisch absichtlich übertriebene Zoo TV Tour, bei der U2 ebenfalls ungewohnte Wege gegangen sei und gewöhnlich mit mehreren neuen Titeln begann, bevor ein altes Stück gespielt worden sei. Insbesondere Bono habe sich in diesem Zusammenhang ein neues Image gegeben und trat nun in Gestalt eines zynischen, stets Sonnenbrille tragenden Rockstars auf.

## Rezeption
Das Album erhielt wohlwollende Kritiken, nachdem die Formation nach ihren großen Erfolgen in den späten Achtzigern überraschend vollkommen neue Einflüsse in ihre Musik eingebaut, mit der Instrumentierung experimentiert und einen Stilwechsel eingeläutet hatte. Da eher erwartet worden sei, dass U2 eher ein weiteres Album im Stil ihrer Bestseller The Joshua Tree und Rattle and Hum herausbringen würde, erkannte man den Mut dieses Schrittes an. Die zwölf Titel des Albums würden eine insgesamt düsterere Stimmung erzeugen, als man es gewohnt gewesen sei, habe aber mit einem bemerkenswert frischen Sound und eingängigen Strukturen präsentiert. Folge man den oberflächlichen Bedeutungen und Stimmungen einzelner Lieder, veranschauliche ihr Verlauf den Bruch einer Beziehung zweier Menschen von starker Euphorie am Beginn (Zoo Station zu Beginn) über Zerwürfnis und Vorwürfe (So Cruel) bis hin zu tiefer Depression (Love Is Blindness am Schluss). Das Rolling Stone hat das Album auf Platz 63 der 500 besten Alben aller Zeiten gewählt.

## Kommerzieller Erfolg

### Chartplatzierungen
Achtung Baby avancierte zum Nummer-eins-Album in Australien, Neuseeland und den Vereinigten Staaten. Darüber hinaus erreichte es Top-10-Platzierungen in den Niederlanden, Österreich und dem Vereinigten Königreich (je Rang 2), Schweden und Schweiz (je Rang 3), Deutschland und Norwegen (je Rang 4) sowie Irland (Rang 9).
| ChartsChartplatzierungen       | Höchstplatzierung | Wochen |
| ------------------------------ | ----------------- | ------ |
| Deutschland (GfK)              | 4 (60 Wo.)        | 60     |
| Irland (IRMA)                  | 9 (40 Wo.)        | 40     |
| Österreich (Ö3)                | 2 (22 Wo.)        | 22     |
| Schweiz (IFPI)                 | 3 (23 Wo.)        | 23     |
| Vereinigte Staaten (Billboard) | 1 (97 Wo.)        | 97     |
| Vereinigtes Königreich (OCC)   | 2 (93 Wo.)        | 93     |

| ChartsJahrescharts (1992) | Platzierung |
| ------------------------- | ----------- |
| Deutschland (GfK)         | 18          |
| Österreich (Ö3)           | 23          |
| Schweiz (IFPI)            | 31          |

### Auszeichnungen für Musikverkäufe
Achtung Baby erhielt weltweit fünf Mal Gold, 33 Mal Platin sowie eine Diamantene Schallplatte für über 12,3 Millionen verkaufte Einheiten. Quellen zufolge soll es sich über 15,25 Millionen Mal verkauft haben, womit es nach The Joshua Tree (1987, 18 Millionen) die zweitmeistverkaufte Veröffentlichung U2s ist.
| Land/Region                  | Auszeichnungen für Musikverkäufe (Land/Region, Auszeichnung, Verkäufe) | Verkäufe   |
| ---------------------------- | ---------------------------------------------------------------------- | ---------- |
| Argentinien (CAPIF)          | Platin                                                                 | 60.000     |
| Australien (ARIA)            | 5× Platin                                                              | 350.000    |
| Brasilien (PMB)              | Gold                                                                   | 100.000    |
| Dänemark (IFPI)              | 2× Platin                                                              | 40.000     |
| Deutschland (BVMI)           | Platin                                                                 | 500.000    |
| Finnland (IFPI)              | Gold                                                                   | 34.938     |
| Frankreich (SNEP)            | 2× Platin                                                              | 600.000    |
| Italien (FIMI)               | Gold                                                                   | 25.000     |
| Japan (RIAJ)                 | Gold                                                                   | 100.000    |
| Kanada (MC)                  | Diamant                                                                | 1.000.000  |
| Neuseeland (RMNZ)            | 5× Platin                                                              | 75.000     |
| Niederlande (NVPI)           | Platin                                                                 | 100.000    |
| Norwegen (IFPI)              | Platin                                                                 | 50.000     |
| Österreich (IFPI)            | Platin                                                                 | 50.000     |
| Schweden (IFPI)              | Platin                                                                 | 100.000    |
| Schweiz (IFPI)               | Gold                                                                   | 25.000     |
| Spanien (Promusicae)         | Platin                                                                 | 100.000    |
| Vereinigte Staaten (RIAA)    | 8× Platin                                                              | 8.000.000  |
| Vereinigtes Königreich (BPI) | 4× Platin                                                              | 1.200.000  |
| Insgesamt                    | 5× Gold · 33× Platin · 1× Diamant ·                                    | 12.319.938 |

Hauptartikel: U2 (Band)/Auszeichnungen für Musikverkäufe